# Eurasianisme

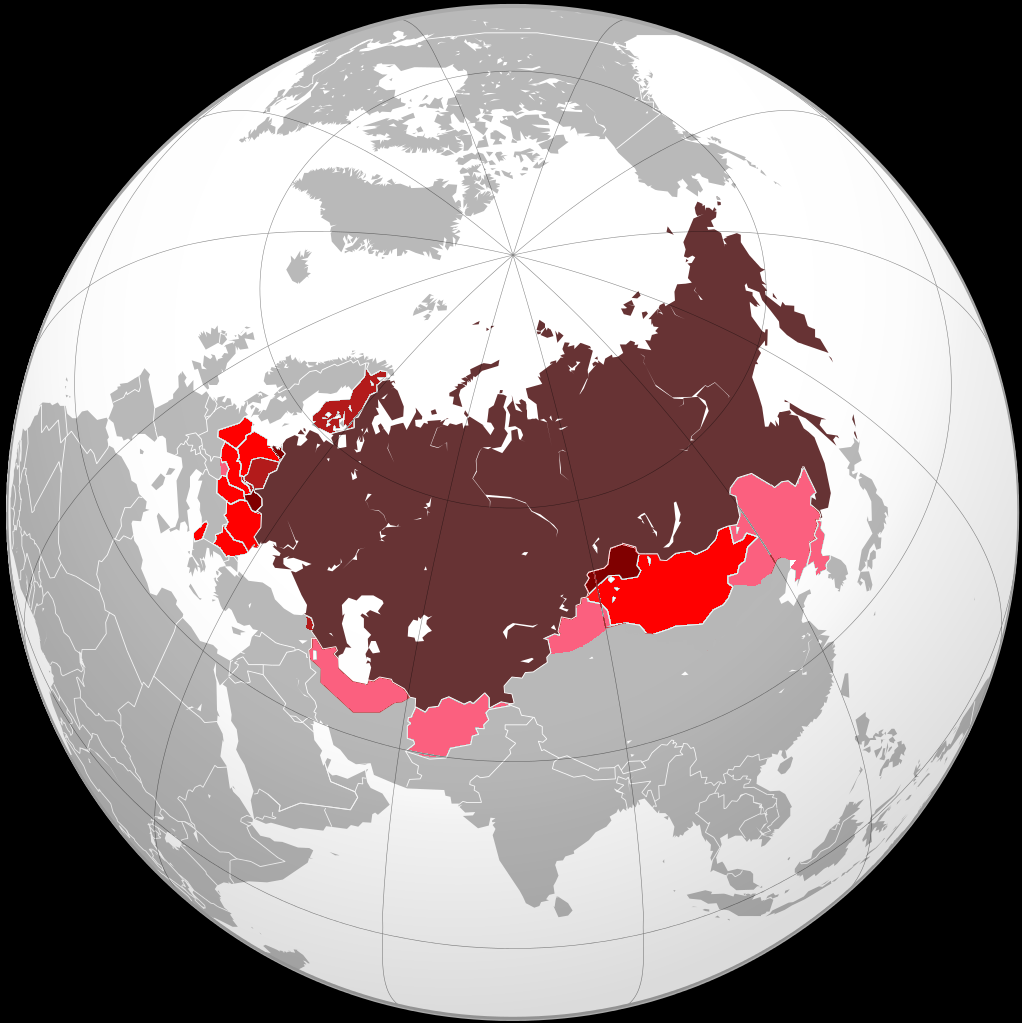
Projecció geogràfica de la Gran Rússia o Euràsia
La Unió Soviètica el 1945
(Territoris soviètics que mai foren part de l'Imperi Rus: RSSAT, Kaliningrad; Transcarpàcia, Lleopolis, Stanislav i Ternòpil a l'oest d'Ucraïna i les Kurils del Sud al Japó)
Territoris addicionals annexats per l'Imperi Rus (Gran Ducat de Finlàndia i Tsarat de Polònia)
Màxima extensió de l'àrea d'influència soviètica, 1955 (Pacte de Varsòvia, República Popular de Mongòlia i Corea del Nord)
Màxima extensió de l'àrea d'influència de l'Imperi Rus després de la venda d'Alaska, el 1867, tot i els darrers intents soviètics per restaurar-la (Iran Septentrional, Xinjiang, Manxúria, Afganistan)

L'eurasianisme (евразийство, ievrazistvo) és un moviment sociopolític de Rússia sorgit a principis del segle XX que afirma que Rússia no pertany a les categories de "Europa" o "Àsia", sinó al concepte geopolític d'Euràsia governat pel món rus, formant així una aïllada civilització russa. Històricament, l'Imperi Rus era eurocèntric i generalment considerat una potència europea u occidental.
Els primers eurasianistes eren exiliats, pacifistes amb una visió de futur caracteritzada pel romanticisme i la utopia. L'objectiu dels eurasianistes era l'unificació de les principals esglésies cristianes sota el lideratge del Patriarcat de Moscou. Una característica principal de l'eurasianisme és el rebuig del nacionalisme ètnic rus, el qual busca la creació d'un estat paneslau. Els eurasianistes s'oposaren fortament a la fragmentació territorial de l'estat imperial rus produït després de la revolució de 1917 i la guerra civil i utilitzaren les seues teories geohistòriques per a insistir en la necessitat d'una reconstrucció geopolítica de l'estat rus com una gran potència eurasiàtica unificada. A diferència dels russos blancs, els eurasianistes rebutjaren els intents per a una restauració tsarista.
Per a fer possible el seu retorn, els exiliats eurasianistes començaren a donar suport a la revolució dels bloxevics, però no a l'objectiu de construir el comunisme. Molts d'ells veien en la Unió Soviètica una passa en el camí cap a la creació d'una nova identitat nacional que reflectira la situació geopolítica de Rússia. L'eurasianisme recolzà la URSS des de la dècada del 1920, durant l'stalinisme, quan sorgí un nacionalisme socialista distintiu mitjançant l'aplicació per part del PCUS de la política de "socialisme en un país". No obstant això, totes les activitats eurasianistes organitzades a la URSS finalitzaren durant la Gran Purga de 1936-1938. Després de la segona guerra mundial, els esforços d'Stalin per construir un Bloc de l'Est de països socialistes oposats al bloc capitalista occidental foren vistos pels eurasianistes restants com a compatibles amb la seua pròpia ideologia.
El moviment eurasiàtic resorgí amb força després de la dissolució de la Unió Soviètica a la dècada del 1990, comparant-se pel turanisme de les nacions turqueses. Els moderns eurasianistes s'han aplegat en tres principals corrents ideològiques: el moviment neoeurasiàtic d'Aleksandr Duguin; el comunistme eurasiàtic del Partit Comunista de la Federació Russa (PCFR) liderat per Guennadi Ziugànov i l'eurasianisme d'estat que avança els interessos geopolítics russos. L'eurasianisme ha estat recolzat oficialment en el Concepte de Política Exterior de Rússia de 2023 aprovat per Vladímir Putin, definint Rússia com un estat civilizatzional "eurasiàtic i europacífic" estretament relacionat amb la Xina, el món islàmic i la resta del sud global, que busca reemplaçar l'hegemonia occidental mitjançant una "gran associació eurasiàtica".